# 狩野川
35°04′47″N 138°51′17″E / 35.079645°N 138.854833°E
狩野川（日语：かのがわ）是流經日本靜岡縣伊豆半島的河流。河長46公里，流域面積為 853 平方公里。日本百大瀑布的淨蓮瀑布即位於狩野川上游。

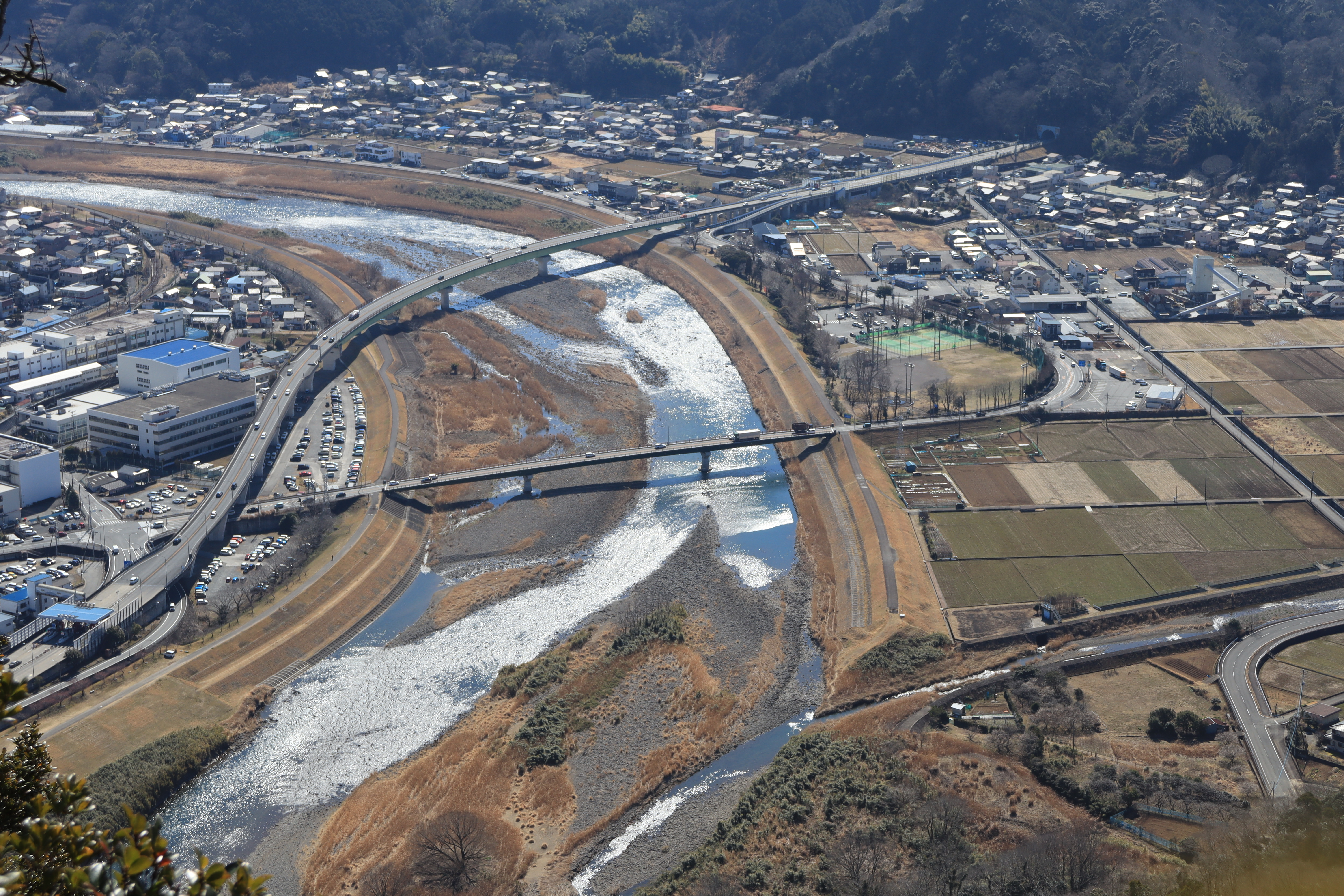
從空中俯瞰狩野川

## 外部連結
- 维基共享资源上的相關多媒體資源：狩野川